# جناح بونچی
جناح بونچی (به ژاپنی: 文治派 ぶんちは)، یکی از جناح‌های داخل رژیم تویوتومی بود. در میان فرماندهان نظامی تحت رهبری تویوتومی هیده‌یوشی، به ژنرال‌هایی اطلاق می‌شود که در دولت تویوتومی مسئولیت امور سیاسی را بر عهده داشتند. فرماندهان نظامی جناح بونجی، شامل ایشیدا میتسوناری، اوتانی یوشیتسوگو و کونیشی یوکیناگا هستند.
برخلاف جناح بونجی، فرماندهان نظامی که در ارتش خدمت می‌کردند، مجموعاً جناح بودان نامیده می‌شدند.
برخلاف جناح بونچی، فرماندهان نظامی که مسئولیت امور ارتش را بر عهده داشتند، مجموعاً جناح بودان نامیده می‌شدند.

## درگیری با جناح بودان
ژنرال‌های جناح بودان در نبردها به موفقیت‌های بزرگی دست یافتند و کمک زیادی به اتحاد کشور توسط هیده‌یوشی کردند، اما با پیشرفت پروژه اتحاد، فرصت‌های نبرد کاهش یافت و آنها به تدریج دچار بدبختی شدند. در عوض، این جناح بونجی بود که مسئول امور سیاسی بود و در مرکز مدیریت تویوتومی قدرت را اعمال می‌کرد. به ویژه، ایشیدا میتسوناری، نماینده جناح بونجی، فرصت کمی برای جنگیدن در خط مقدم نبرد داشت و بسیاری از فرماندهان نظامی علیه او بودند.
درگیری بین این دو جناح پس از مرگ هیده‌یوشی آشکار شد و گروه بودان سعی کرد به توکوگاوا ایه‌یاسو نزدیک شود. مائدا توشی‌ایه سعی کرد میان دو جناح میانجیگری کند، اما به زودی بر اثر بیماری درگذشت، و هیچ‌کس برای توقف درگیری باقی نماند، که منجر به حادثه ای شد که در آن هفت فرمانده نظامی از جناح بودان به عمارت میتسوناری حمله کردند حادثه حمله به ایشیدا میتسوناری. این حادثه یکی از علل لشکرکشی سکیگاهارا شد.